# متحف سنغافورة الوطني
متحف سنغافورة الوطني (بالإنجليزية: National Museum of Singapore)، هُو متحف عام مُخصص لعرض التراث الفني والثقافي والتاريخي لسنغافورة. يقع المُتحف في سيفيك ديستريكت في داونتاون كور وسط البلاد. يُعد المتحف أقدم متحف في البلاد، حيث يرجع تاريخ تأسيسه لأول مرة إلى سنة 1849، حين تأسس المتحف حينها على شكل قسم من مكتبة ومتحف رافلز (مؤسسة سنغافورة).
بعد أن تغير موقع المتحف عدة مرات على مدار العقود القليلة التي تلت، استقر به الأمر سنة 1887 بشكل دائم في موقعه الحالي على طريق ستامفورد. خلال الفترة بين سنة 1993 ومارس 2006، عُرف المتحف باسم متحف سنغافورة للتاريخ، قبل أن يُسترجع لاحقًا اسمه الحالي الذي سُمي به لأول مرة سنة 1965. يعرض المتحف بشكل عام التاريخ الاجتماعي لسنغافورة، حيث رُكز من خلال المعروضات داخله على كافة الأحداث الرئيسية والشخصيات الذين تركوا علامة فارقة في تاريخ البلاد.
على مدار القرون، خضع المتحف لعدة أعمال توسعة وتجديد، كان آخرها مشروع ترميم لمرافقه امتد لثلاث سنوات ونصف واكتمل في 2 ديسمبر 2006. بعد أعمال الترميم هذه، افتُتح المتحف من جديد بشكل رسمي في 7 ديسمبر 2006 على يد كُل من الرئيس السنغافوري الأسبق سيلابان راما ناطان ووزير الإعلام والاتصالات والفنون لي بون يانغ.
يُعد متحف سنغافورة الوطني واحدا من ستة متاحف وطنية في البلاد. حيث أن الخمسة الآخرين هُم متحفا الحضارات الآسيوية في كُل من مبنى إمبريس بلايس ومدرسة تاو نان العتيقة على التوالي، إضافة إلى كُل من متحف سنغافورة للفنون ومتحف بيراناكان ومعرض سنغافورة الوطني. يُصنف متحف سنغافورة الوطني أيضًا ضمن المعالم الأثرية الوطنية بالبلاد، وقد دخل هذا التصنيف سنة 1992 بواسطة مجلس التراث الوطني. يُعد المتحف أيضا أحد أكبر المتاحف في آسيا، حيث يعرض العديد من المنحوتات والقطع الفنية واللوحات والرسومات والاكتشافات الأثرية. يُمكن ولوج المتحف بالمجان للمُواطنين السنغافوريين وأصحاب الإقامة الدائمة.

## تاريخ

### البداية (1849-1887)

صورة لمبنى المتحف حوالي سنة 1900.

أُسس المتحف سنة 1849 على يد لجنة مؤسسة سنغافورة (بالإنجليزية: Singapore Institution Committee) آنذاك. كان المتحف حينها يحمل اسم مكتبة ومتحف رافلز (بالإنجليزية: Raffles Library and Museum)، وكان يضُم عدة معروضات ذات قيمة تاريخية وأثرية، سواء من سنغافورة أو من مناطق أخرى في آسيا. كان المُتحف جزءًا من مشروع إنشاء مُجمع عام للمعرفة مُكون من مدرسة ومتحف ومكتبة، ومُهمته التعريف بالتاريخ السنغافوري بشكل عام.
ترجع بوادر فكرة هذا المشروع إلى اجتماع عُقد سنة 1823 ودعا إليه السير توماس ستامفورد رافلز، دار حول مُناقشة إحياء التراث الثقافي للمنطقة. خُصص حينها قسم من مكتبة ومتحف رافلز أو مؤسسة سنغافورة لاستضافة معروضات المتحف. في سنة 1874، نُقل المتحف إلى مبنى المدينة، وهُو نفس المبنى المعروف حاليا باسم مسرح فيكتوريا. إلا أنه ونظرًا لتزايد عدد المعروضات داخل المتحف، أُرجع المتحف من جديد سنة 1876 إلى مُؤسسة سنغافورة.

### الانتقال إلى شارع ستامفورد (1887)

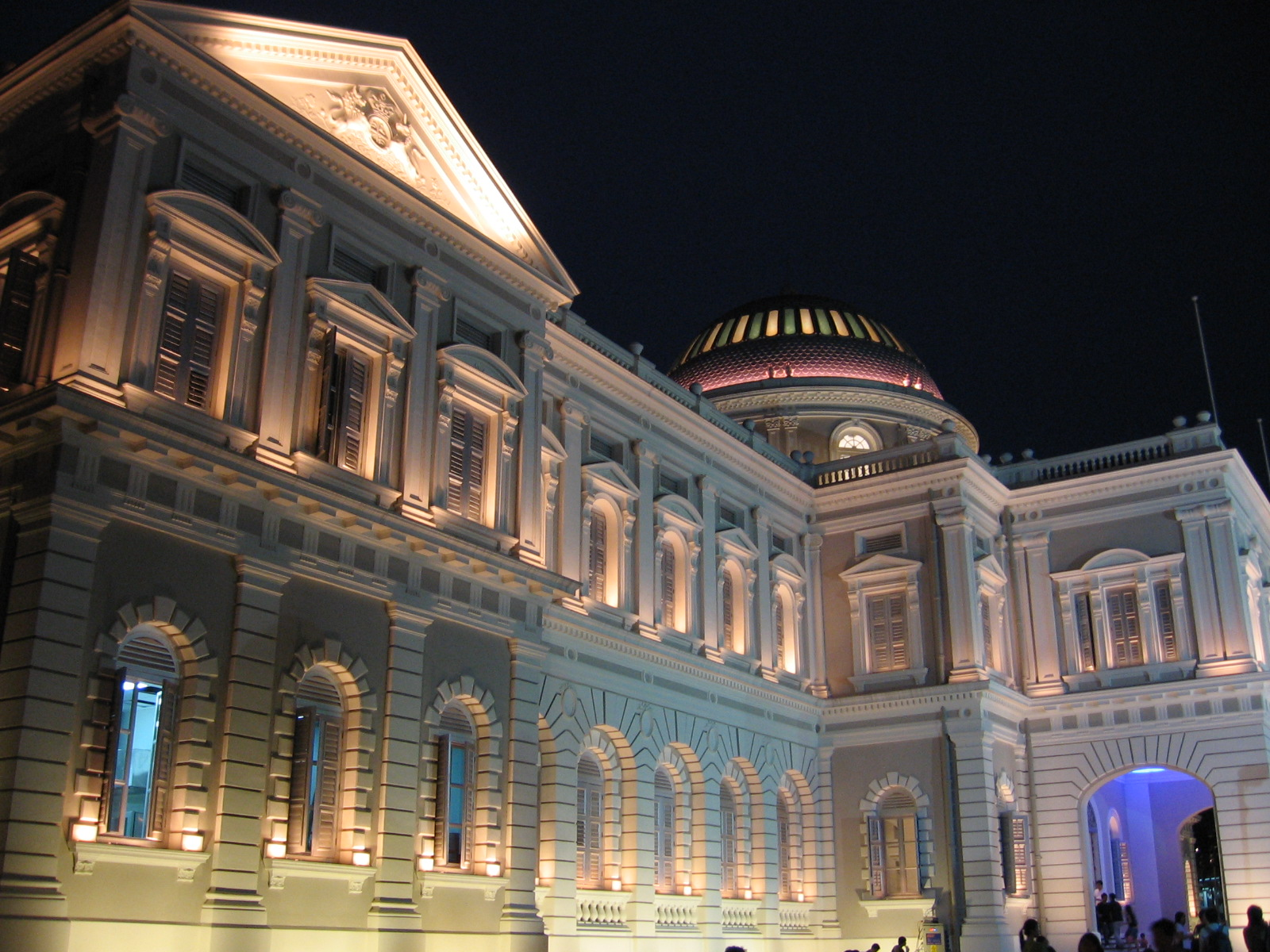
الجناح الشرقي

نُقل مبنى مكتبة ومتحف رافلز لاحقًا إلى طريق ستامفورد في مبنى جديد أنشأته السلطات الاستعمارية البريطانية سنة 1882. افتُتح المتحف رسميًا في 12 أكتوبر 1887، بحيث نُظمت كذلك في يوم الافتتاح احتفالات بمُناسبة اليوبيل الذهبي للملكة فيكتوريا. كان المُتحف آنذاك يُسمى من قبل السكان المحليين باسم بيت الكتاب (بالملايوية: Rumah Kitab) أو مكان الكتاب (بالملايوية: Tempat Kitab). قدم الحاكم البريطاني هنري مكالوم تصميما للمُتحف، لكن المكتب الاستعماري رفض الاقتراح الأولي لمكالوم، وعوضه بنُسخة معدلة شارك في تصميمها الضابط البريطاني جون فريدريك ماكنير.

#### المعروضات الحيوانية
خلال هذه الفترة، اشتهر المُتحف بجمعه للعديد من المعروضات الحيوانية والإثنوغرافية التي تتميز بها سنغافورة بشكل خاص، وبقية جنوب شرق آسيا بشكل عام وخاصة مناطق شبه جزيرة الملايو وجزيرة بورنيو قبل الحرب العالمية الثانية. كان المُتحف كذلك مركزا إقليميا للبحث والمعرفة، حيث اشتغل فيه علماء بارزون أمثال عُلماء الحيوان ريتشارد هانيش وسيسيل بودن كلوس وفريدريك نوتر شايسن، وعُلماء أنثروبولوجيا عديدون على غرار كارل ألكسندر غيبسون هيل الذي كان مُهتما أيضًا بعلم الطيور والتاريخ والإثنوغرافيا والتصوير الفوتوغرافي.
في ذلك الوقت، كان المُتحف مقرًا لمكتب التحرير في مجلة فرع الملايو من الجمعية الملكية الآسيوية، كما كان أيضا وجهة يرتادها العلماء خلال رحلاتهم إلى جميع أنحاء المنطقة. تضمنت المعروضات داخل المتحف أيضا مجموعة مُختارة من قطع جمعها العالم الإيطالي إليو موديلياني خلال رحلاته الميدانية إلى شمال جزيرة نياس الإندونيسية، إضافة إلى سلات قدمها الدكتور ويليام أبوت لمتحف سنغافورة الوطني، كان قد جمعها خلال سنة 1900 لصالح مُتحف الولايات المتحدة الوطني الذي أصبح لاحقًا يُسمى مؤسسة سميثسونيان.

### توسعات القرن العشرين (1887-1965)

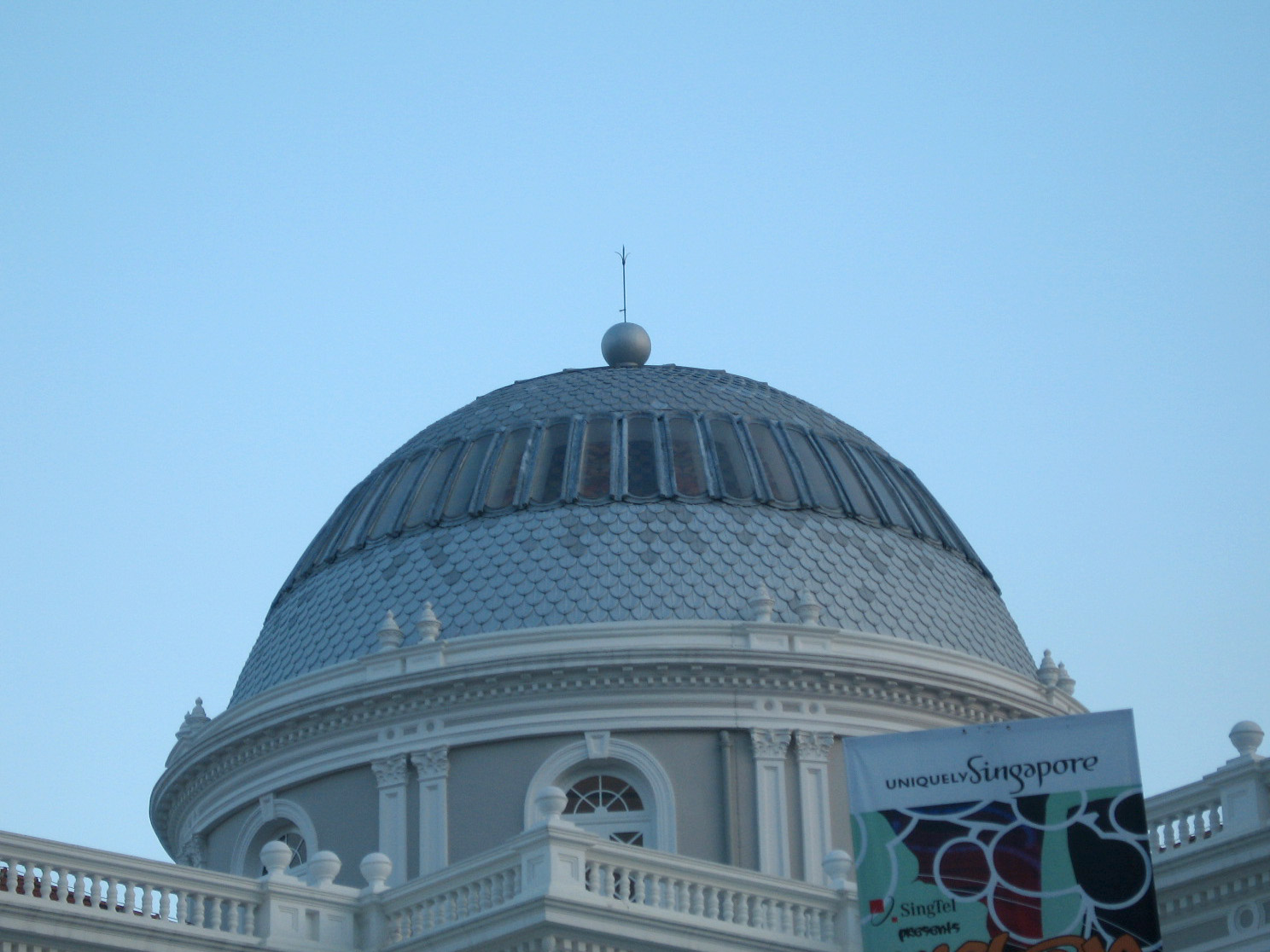
تتألف القبة من 3000 بلاطة من الزنك وألواح زجاجية ملونة.

عرف المُتحف عدة أعمال توسعة على مدار تاريخ وجوده وكلها كانت بسبب العدد المُتزايد للمعروضات داخله سنة بعد سنة، وقد تمت هذه الأعمال خلال أعوام 1906 و1916 و1926 و1934 على التوالي. خلال فترة الاحتلال الياباني، لم يطل المُتحف أي تخريب من قبل قُوات الجيش الإمبراطوري الياباني. خلال سنة 1960، نُقلت مكتبة المتحف إلى مبنى المكتبة الوطنية السابق المُجاور لمبنى المتحف، لكن المكتبة الوطنية القديمة هُدمت سنة 2005 ونُقلت للمبنى الحالي شارع فيكتوريا.

### الفترة المعاصرة (1965 إلى الوقت الحاضر)
بعد استقلال سنغافورة سنة 1965، ركزت إدارة المُتحف على جمع كُل القطع والأشياء التي ترمز لبناء الأمة وتُؤرخ لتاريخ سنغافورة، وغُيرت تسمية المُتحف للمُتحف الوطني. بعده في سنة 1969، نُقلت مجموعات علم الحيوان إلى قسم الأحياء في جامعة سنغافورة الوطنية والعديد من المتاحف الأخرى. كانت أكثر هذه القطع الأثرية شُهرة الهيكل العظمي لحوت أزرق عُثر عليه في بورت ديكسون عام 1893، وعُرض داخل المتحف الوطني في الفترة من 1903 إلى 1969.

#### ترميم المتحف
في سنة 1980، تبرعت شركة هاو بار كوربورايشن السنغافورية بمجموعة من أحجار اليشم لصالح المُتحف. خلال سنة 1985، جرت عملية ترميم واسعة للمُتحف ومرافقه، تضمنت إعادة طلاء المبنى وترميم بعض معالمه المُميزة. بعد الترميم وفي 14 فبراير 1992، صُنف متحف سنغافورة الوطني ضمن قائمة المعالم الأثرية الوطنية بالبلاد. في سنة 1993، تولى مجلس التراث الوطني شؤون إدارة المتحف وغُير اسم هذا الأخير إلى متحف سنغافورة للتاريخ. في أبريل 2003، أُغلق المتحف بشكل مؤقت لفسح المجال لأعمال توسعة وترميم، ونُقل مؤقتًا إلى ريفرسايد بوينت.

#### أعمال التوسعة (2002-2006)

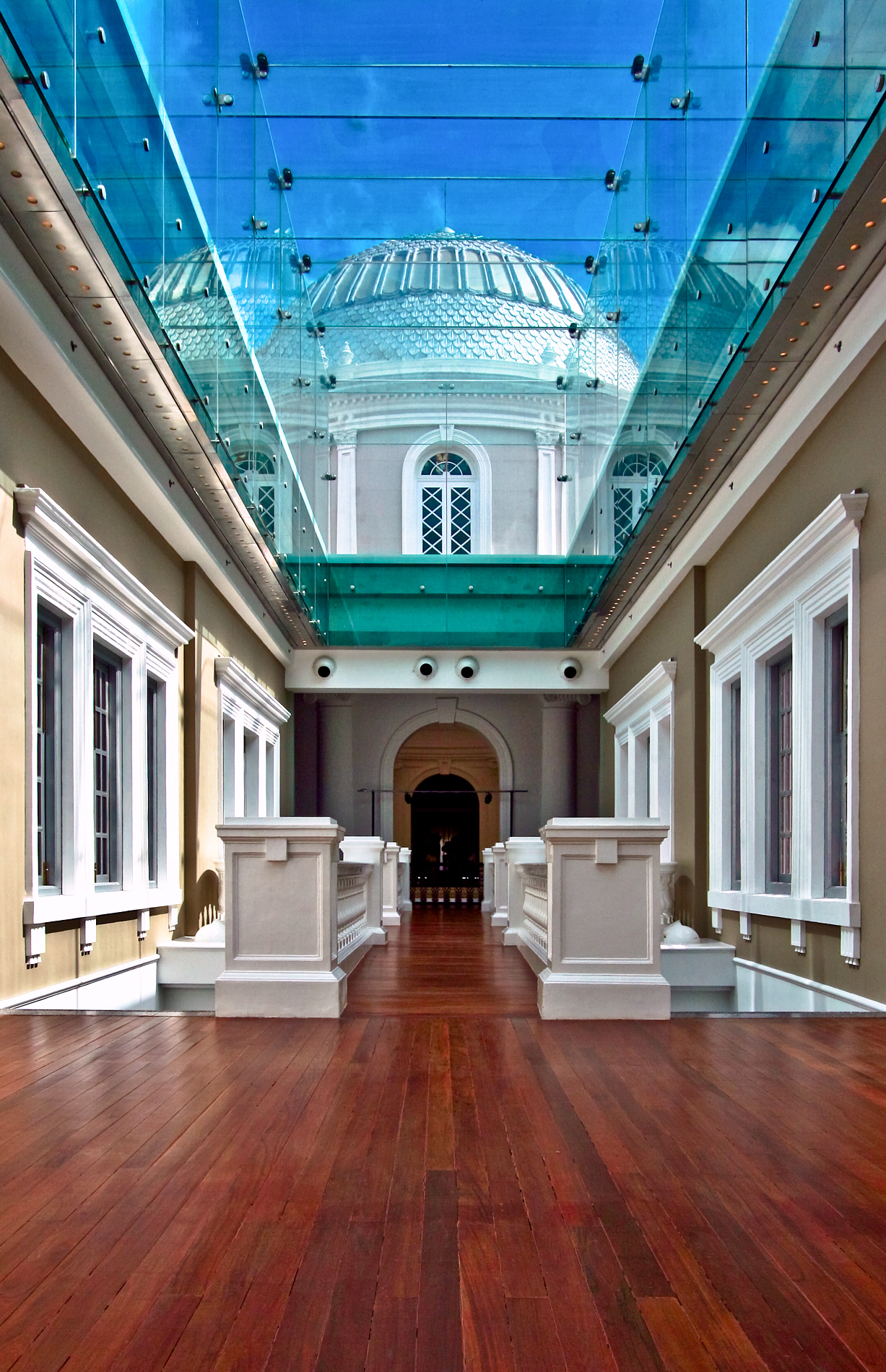
الممر الزجاجي.

في 2002، أُغلق مبنى المُتحف الوطني بسنغافورة مُؤقتًا لمدة ثلاث سنوات ونصف، ونُقلت معروضاته وأنشطته إلى ريفرسايد بوينت في كلارك كواي. خضع المبنى لعملية تجديد بتكلفة 132.6 مليون دولار سنغافوري، أُنشئ خلالها جناح جديد خلف مبنى المتحف. بُني جزء من الجناح الجديد على أرض مُجوفة من تلة فورت كانينغالقريبة من المبنى، وقد شُيد جدار بعُمق 30 مترًا لمنع أي انزلاق أرضي. أقيم حفل حجر الأساس في 25 نوفمبر 2004، ثُم في 28 نوفمبر 2005 انتهت أشغال التوسعة وقد كان حجم المبنى في شكله الجديد ضعف حجم المبنى سابقا. في 6 مارس 2006، أُغلق المتحف المؤقت، وأعيد افتتاح المتحف الجديد بعدها في 7 ديسمبر 2006.
شملت أعمال التوسعة والترميم أيضا إصلاح بعض مُخلفات عملية الترميم السابقة التي أُجريت خلال سبعينيات القرن الماضي، حيث أن سوء تنفيذ هذه الأخيرة أدى إلى تضرر بعض مرافق المتحف. أُزيل كذلك جميع البلاط المُقدر عدده ب3000 قطعة، وأُعيد ترقيمه ووضعه بالتسلسل الصحيح ليتناسب مع مُنحنيات القبة. غُيرت قطع البلاط المُتضررة واستُبدلت بأخرى مصنوعة من الزنك، وهو نفس الزنك المُستخدم في تصنيع البلاط القديم والمصنوع في مانشستر في إنجلترا. نتيجة للتأثير السيئ للأمطار الحمضية على حالة البلاط، طُلي هذا الأخير باستخدام طلاء جديد من التيتانيوم والزنك، يدوم لفترة أطول ويُوفر حماية ويمنع المزيد من الأكسدة والتآكل.

##### القبة والروطن
أُزيلت كافة الألواح الزجاجية المُلونة من على قُبة مبنى المُتحف ورُممت ونُظفت من كل الشوائب، حيث أن هذه الألواح كانت قد تدهورت حالتها بمرور الزمن. قبل عملية الترميم والتنظيف، وُضعت كُل لوحة على حدة في قالب خاص وأُرسلت إلى ورشة مُختصة في ترميم الألواح الزجاجية. هذه الورشة كانت تُستخدم فيها تقنيات ترميم تعود للقرن الثامن عشر، واستغرقت العملية بالكامل حوالي أربعة أشهر. كذلك رُكبت سلالم حديثة في المبنى لربط الجُزء القديم والجناح الجديد ببعض، كما ورُمم درج حلزوني يُؤدي إلى سطح الجزء القديم من مبنى المتحف. أما في عملية ترميم النوافذ والأبواب، فقد استُخدمت نفس النوعية والحجم الأصليان من الخشب، وكذلك نفس تقنيات النجارة التي تعود للقرن الثامن عشر، كما واعتُمد على خشب كابور بشكل كبير في إنتاج القطع الخشبية الضرورية لعملية الترميم. تطلب توصيل هذه القطع الخشبية إلى المتحف حوالي أربعة أشهر كاملة، شملت هذه المُدة مراحل التقطيع والمُعالجة والإنتاج والتوريد والتسليم لهذه القطع.
زُينت الدرابزينات الموجودة بالطابق الثاني من القاعة المُستديرة للمتحف على غرار تلك الموجودة في قاعة ألبرت الملكية في لندن. اختفت جُل تفاصيل هذه الدرابزينات بفعل عملية الطلاء المُتكررة، لذلك أُزيل عنها الطلاء القديم ووُضعت عليها طبقة خاصة شفافة لمنع صدأ الحديد ولإتاحة المجال لرؤية هذه التفاصيل. رُممت أيضا كافة الزخارف الجصية والأفاريز والدرابزينات والتيجان في المبنى القديم، حيث جُلب حرفيون مهرة من بعض دول جنوب آسيا للقيام بأعمال الترميم هذه. لكن أكبر عملية ترميم كانت تلك طالت شعار النبالة للملكة فيكتوريا والواجهة الشمالية للمبنى.
كان الجُزء الخلفي من المبنى يحتوي على عدد قليل من النوافذ، لذلك كان لا بُد من صُنع نوافذ جديدة لوضعها في الجهة التي تُقابل تلة فورت كانينغ، وقد استُوردت الأخشاب المستعملة في عملية صنع النوافذ من إندونيسيا. كذلك استُبدل السقف بطبقة زُجاجية جديدة بطُول 22 مترًا وارتفاع 11 مترًا، وذلك لتمكين الزوار من مُشاهدة قبة المُتحف من داخل المتحف نفسه، حيث أنه في السابق كان على الزائر لمُشاهدة قبة المتحف أن يخرُج تماما من المبنى

## الهندسة المعمارية

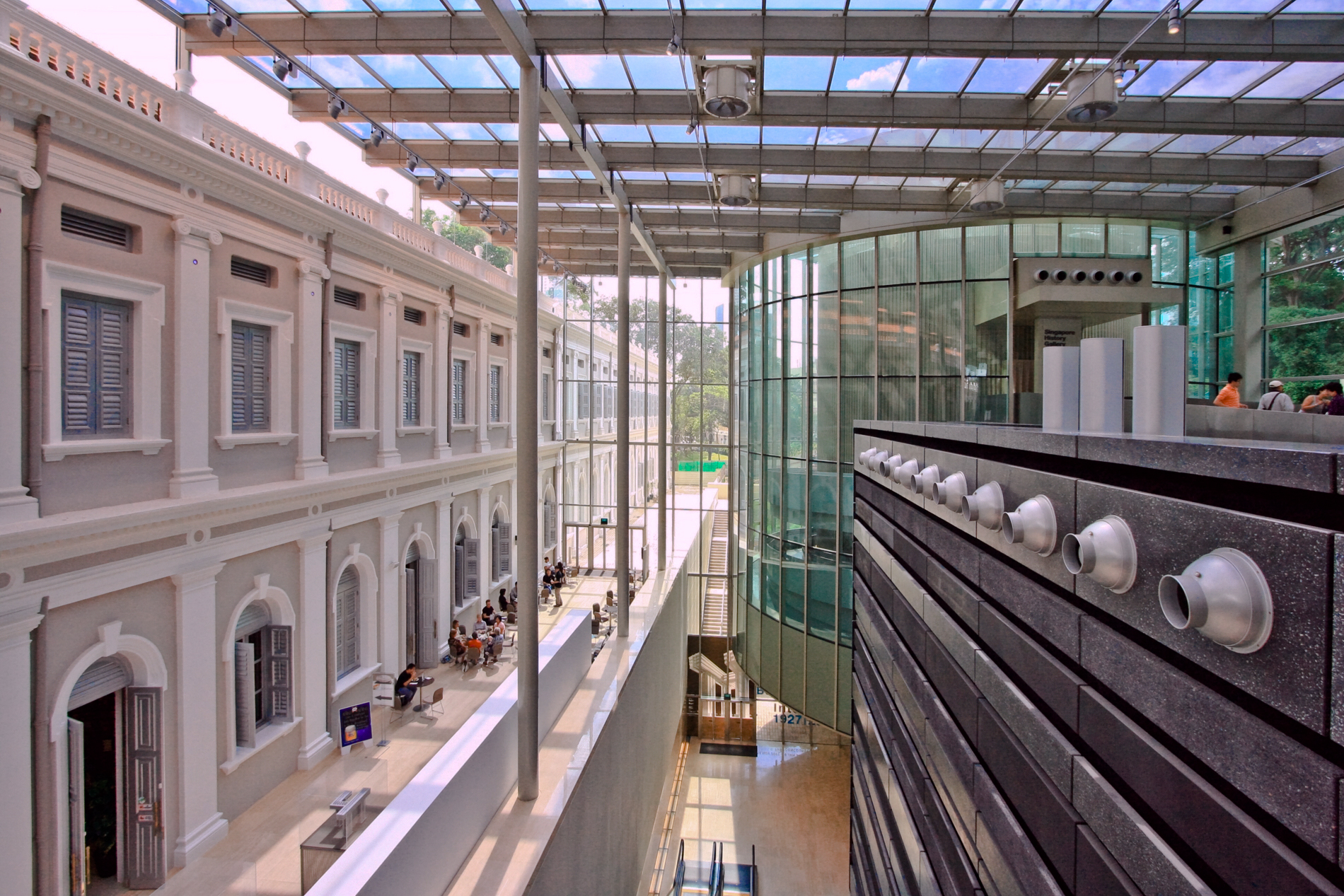
اقتُبس تصميم مدخل المتحف من الدمج بين الطرازين المعماريين الكلاسيكي والحديث.

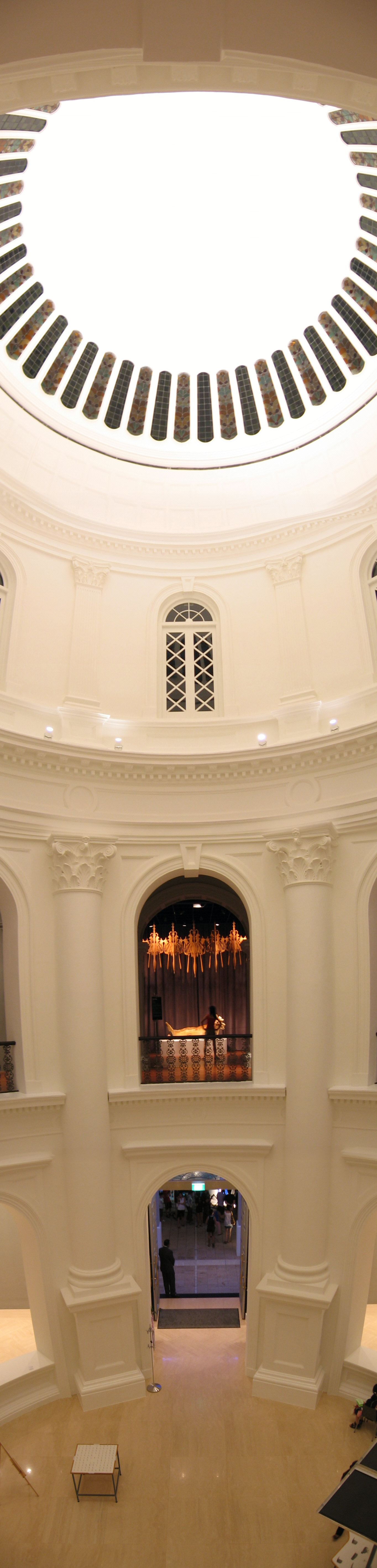
صورة للقاعة المستديرة داخل المتحف، مع بروز القُبة أعلى الصورة.

### المبنى الأصلي
اقتُبس تصميم متحف سنغافورة الوطني من الطراز المعماري البالادي والطراز المعماري لعصر النهضة، ويتكون المبنى إجمالا من كُتلتين متوازيتين مستطيلتي الشكل، مع قُبة في مُقدمته. صُمم المبنى القديم بشكل مشترك بين الحاكم هنري ماكالوم والضابط جون فريدريك ماكنير البريطانيين. يحتوي المبنى على قاعتين مستديرتين، إحداهما قاعة مستديرة مغطاة بالزجاج موجودة في المنطقة الخلفية من المبنى. القاعة المستديرة أو الروطن هي عبارة عن مبنى دائري الشكل يتكون من أسطوانتين، حيث أن الأسطوانة الخارجية مصنوعة من الزجاج وتُغلف أسطوانة أخرى داخلية مصنوعة من شبكة سلكية. الستائر المعتمة لها نفس طول الأسطوانة الداخلية، وتُعرض عليها الصور على 16 جهاز عرض فيديو طوال اليوم. تُسحب الستائر بعد غروب الشمس، ويُمكن رؤية معالم المدينة خارج المبنى بعد إغلاق جميع أجهزة العرض.

### إعادة التهيئة
صممت شركة دبليو آركتيكت (بالإنجليزية: W Architects) الجناح الجديد للمبنى، بينما صممت شركة المُهندس الأمريكي الصيني آي إم بي القاعة المُستديرة المكسوة بالزجاج. كان كبير مُستشاري التصميم هو موك واي واي عن شركة دبليو آركتيكت، والذي عُين في يونيو 2004 وقام بتعديل تصميمات القاعة المستديرة والأتريوم الموجود بين الجناح القديم والجديد من المبنى.

#### الكسوة الزجاجية
صُمم الجناح الجديد للمبنى بشكل يجعل الجناح القديم محور المتحف. توجد فجوة طولها ستة أمتار بين الجُزء الخلفي من مبنى المتحف الرئيسي وملحقه الجديد، حيث لا تسمح إرشادات الصيانة والسلامة بربط المباني القديمة والجديدة بشكل مباشر. في صالة العرض، صُمم الطوب بنمط مُتعرج، مما يساعد على التحكم في الصدى والصوتيات في فضاء المتحف. في البداية، خطط المصممون لاستخدام الطوب الموجود بمبنى المكتبة الوطنية السابق، لكن تكلفة العملية بالكامل كانت باهظة الثمن. استُخدمت أرضيات خرسانية باللون الأسود في الجناح الجديد، بدلاً من أرضيات الجرانيت الرمادية كما كان مُخططا في البداية.
يحتوي المُتحف على مساحة عرض دائمة تبلغ مساحتها 2800 متر مربع في الجناح الجديد داخل قاعة مُستديرة تُعرف باسم معرض سنغافورة التاريخي. يُعرض داخل هذه القاعة كُل ما يُميز تاريخ سنغافورة ابتداء من القرن الرابع عشر وإلى الآن، حيث تُعرض الصور والأفلام التاريخية على الجدران الأسطوانية للقاعة التي يبلغ ارتفاعها 15 متراً.
يؤدي سطح مُنحدر موجود بالجناح الجديد إلى معرض يحتوي على معروضات تُعرف باسم كنوز الأمة، والتي تشمل قطعا ثمينة من حجر سنغافورة وزخارف ذهبية تعود إلى القرن الرابع عشر، كانت قد اكتُشفت سنة 1928 في تلة فورت كانينغ القريبة. تتواجد داخل المتحف قاعة تتسع لـ 250 مقعدًا تُسمى "الشبكة" (بالإنجليزية: The Mesh)، مُخصصة لاستضافة كافة أنواع الورشات والمُحاضرات.

#### المرافق
يحتوي المتحف على محلات للبيع بالتجزئة، إضافة إلى مقهى ومطعم تقع واجهتيهما على شارع ستانفورد. أُنشئت داخل المتحف مصاعد وسلالم متحركة بغرض تمكين الأشخاص أصحاب الكراسي المتحركة من الولوج لمرافق المتحف بكل أريحية. كذلك يضُم المتحف منطقة خاصة بتقديم الحصص الدراسية وبرامج التوعية. يُمكن ولوج مرآب السيارات الخاص بالمتحف بداخل المبنى الجديد من خلال طريق فورت كانينغ. في الطابق السفلي، توجد مساحة عرض خالية من الأعمدة بمساحة 1200 متر مربع، مُخصصة لاستضافة المعارض المُؤقتة. يحتوي المبنى على جُدران عازلة بدون نوافذ، كما ويتوفر على نظام للتحكم بالجو داخل المتحف من أجل حماية المعروضات من الضوء والحرارة أو تغيرات الرطوبة.
يوجد كذلك مُستودع بالمبنى يضُم كُتبا قديمة وصور فوتوغرافية وصُورا سالبة وطوابع بريد مفتوحة للعرض أمام العموم. زُود المتحف كذلك بتغطية أنترنت تُتيح ولوج شبكة الأنترنت بالمجان لكافة الزوار.

## معروضات المتحف
كان المُتحف يضم مجموعة كبيرة من القطع والمعروضات ضمن قسم علم الأحياء، لكنها نُقلت كلها إلى جامعة سنغافورة الوطنية والعديد من المتاحف الأخرى ضمن دول الكومنولث.
تتواجد بالمتحف حاليًا 11 قطعة ثمينة من حجر سنغافورة، وزخارف ذهبية يرجع أصلها إلى جزيرة جاوة، وصور فوتوغرافية قديمة لسنغافورة صُورت على الطريقة الداجيرية. يضُم المتحف أيضا وصية الكاتب الماليزي عبد الله بن عبد القادر، وصورة للمُقيم العام السابق فرانك أثلستان سويتنهام، وسيارة التاجر تان جياك كيم الخاصة، وصولجان مدينة سنغافورة الذي يُؤرخ لذكرى تغيير الملك جورج السادس لوضع جزيرة سنغافورة إلى مدينة خلال سنة 1951، وأيضا مجموعة من رسومات ويليام فراكوهار للتاريخ الطبيعي، وصورة للحاكم السابق لسنغافورة شينتون توماس.
استُخدمت الصخور المُستخرجة من تلة فورت كانينغ القريبة في نحت تمثالين وُضعا بالمتحف، بحيث كُلف النحات هان ساي بور بمُهمة نحت هذين التمثالين. في سنة 2022، أُضيفت مقاعد من أول طائرة إيرباص A380 تابعة للخطوط الجوية السنغافورية إلى مجموعة المعروضات داخل المُتحف.

### استشهادات
- Lenzi، Iola (2004). Museums of Southeast Asia. Singapore: Archipelago Press. ISBN:981-4068-96-9.
- National Heritage Board, Archipelago Press, Singapore's 100 Historic Places (2002), (ردمك 981-4068-23-3)
- Norman Edwards and Peter Keys, Times Books International (1996), Singapore: A Guide to Buildings, Streets and Places, (ردمك 981-204-781-6)
- "National Museum of Singapore (Singapore Biennale) 2006". سنغافورة Biennale. مؤرشف من الأصل في 2006-07-25. اطلع عليه بتاريخ 2006-07-27.

## روابط خارجية
- الموقع الرسمي نسخة محفوظة 24 فبراير 2020 على موقع واي باك مشين.
- جولة افتراضية في متحف سنغافورة الوطني